# Saint-Andéol, Isère
Saint-Andéol là một xã của tỉnh Isère, thuộc vùng Rhône-Alpes, đông nam nước Pháp.